# 岐阜スバル自動車
岐阜スバル自動車株式会社（ぎふスバルじどうしゃ）は、岐阜県岐阜市に本社を置くSUBARUの自動車ディーラーである。

## 拠点
- 本社&岐阜細畑店 - 岐阜市細畑1-7-15
- 県庁前店 - 岐阜市市橋3-6-3
- 大垣長沢店 - 大垣市長沢町2-9-1
- 各務原店&カースポット各務原 - 各務原市鵜沼三ツ池町3-33
- 関店 - 関市栄町4-1-70
- 多治見池田店 - 多治見市池田町9-1-3
- 土岐泉店 - 土岐市泉町河合911-4
- 高山インター店 - 高山市冬頭町730-1
- カースポット岐阜細畑 - 岐阜市細畑1-7-3

### 閉店した拠点
- 長良店（2020年閉店）
- カースポット各務原（2021年閉店）